# Sierra del Castellar

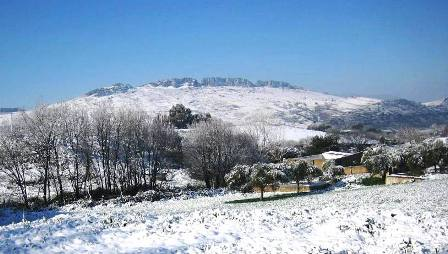
Sierra del Castellar de Zafra tras la nevada de 2006.

La sierra del Castellar es una sierra situada al oeste de la ciudad de Zafra (Badajoz, España) dominada por un macizo rocoso donde se encontraba el castillo andalusí que defendía la zona y que fue conquistado para la Corona de Castilla por Fernando III en 1241. Su punto más alto es el Castellar, con una altura de 663 m. s. n. m.
El llamado Castillo de Sajra Abi Hassán no corresponde a Zafra. Este Hisn está ubicado en la localidad de Puerto Peña, que corresponde a Talarrubias, provincia de Badajoz. De momento no existe información sobre el Hisn o "Fortaleza" del Castellar de Zafra.
En tiempo pasados los señores de Zafra se quejaban de que como consecuencia de la altura del Castellar los campesinos de la villa tenían menos tiempo de luz para poder trabajar la tierra que los campesinos de los pueblos de los alrededores, lo que producía una merma en sus ingresos. Esta sierra es utilizada por los escaladores para practicar su deporte.

## Ascenso
La subida a la sierra del Castellar se inicia en la Ermita del Belén, que se encuentra al lado de la EX-101. Solo habrá que seguir el camino que conduce hasta el Embalse de La Albuera del Castellar, tras recorrer aproximadamente 1,5 km veremos un cruce de caminos donde giraremos a la izquierda, entrando en el camino que viene de la EX-321, iniciando aquí la subida.